# Romina Biagioli
Romina Natalí Biagioli (Córdoba, 3 de abril de 1989) es una deportista argentina que compite en triatlón. Es hermana de la nadadora Cecilia Biagioli.
Ganó dos medallas de bronce en el Campeonato Panamericano de Triatlón en los años 2016 y 2019. Además, obtuvo dos medallas en los Juegos Suramericanos de Playa de 2019, oro en la prueba individual y plata en relevo mixto.
Consiguió la clasificación a los Juegos Olímpicos de Tokio 2020 tras finalizar 20.º en la Copa del Mundo realizada en Huatulco (México), en la que participó con una costilla fisurada. Logró finalizar el triatlón en los Juegos Olímpicos en la posición 33, en una jornada bajo la lluvia.
En el 2024 Biagioli compitió en el triatlón de los juegos Olímpicos de París, terminando en la posición 47 con un tiempo de 2:05:36 horas.

## Palmarés internacional
| Campeonato Panamericano       | Campeonato Panamericano  | Campeonato Panamericano | Campeonato Panamericano |
| Año                           | Lugar                    | Medalla                 | Prueba                  |
| ----------------------------- | ------------------------ | ----------------------- | ----------------------- |
| 2016                          | Buenos Aires (Argentina) | Medalla de bronce       | Individual              |
| 2019                          | Monterrey (México)       | Medalla de bronce       | Individual              |
| Juegos Suramericanos de Playa |                          |                         |                         |
| 2019                          | Rosario (Argentina)      | Medalla de oro          | Individual              |
| 2019                          | Rosario (Argentina)      | Medalla de plata        | Relevo mixto            |
| 2023                          | Santa Marta (Colombia)   | Medalla de oro          | Individual              |
| 2023                          | Santa Marta (Colombia)   | Medalla de plata        | Relevo mixto            |
| 2023                          | Santa Marta (Colombia)   | Medalla de bronce       | Parejas                 |
| Juegos Suramericanos          |                          |                         |                         |
| 2014                          | Santiago (Chile)         | Medalla de bronce       | Relevo mixto            |